# Вольно-Пролетарский
Во́льно-Пролета́рский — посёлок в Пестравском районе Самарской области. Входит в состав сельского поселения Красная Поляна.

## География
Посёлок находится на расстоянии примерно 21 км (по прямой) к северо-западу от села Пестравка, административного центра района.

### Часовой пояс
Посёлок Вольно-Пролетарский, как и вся Самарская область, находится в часовой зоне МСК+1. Смещение применяемого времени относительно UTC составляет +4:00.

## Население
| 2010 |
| ---- |
| 4    |

### Национальный состав
Согласно результатам переписи 2002 года, в национальной структуре населения русские составляли 100 % из 12 чел.